# Ігор Сікорський (монета)
«І́гор Сіко́рський» — ювілейна монета номіналом 2 гривні, випущена Національним банком України. Присвячена одному з піонерів авіації, конструктору літаків та гелікоптерів, промисловцю — Сікорському Ігорю Івановичу. Навчаючись у Київському політехнічному інституті (1907—1914), Ігор Сікорський почав працювати над першими розробками майбутніх гелікоптерів. З 1910 року будував літаки. Перші багатомоторні літаки у світі — «Гранд», «Ілля Муромець», «Русский витязь» — його конструкції. Виходець з України, він уславив своє ім'я як один з найвідоміших авіаконструкторів світу.
Монету введено в обіг 29 травня 2009 року. Вона належить до серії «Видатні особистості України».

## Опис та характеристики монети
| Номінал грн. | Метал      | Маса, грам | Діаметр, мм. | Якість виготовлення       | Гурт     | Тираж, штук |
| ------------ | ---------- | ---------- | ------------ | ------------------------- | -------- | ----------- |
| 2            | нейзильбер | 12,8       | 31           | спеціальний анциркулейтед | рифлений | 35 000      |

### Аверс
На аверсі монети зображено літак «Ілля Муромець», за розробку якого Сікорський отримав всесвітнє визнання в 1913 році. Угорі на рельєфному тлі півколом розміщено напис — «НАЦІОНАЛЬНИЙ БАНК УКРАЇНИ», під яким — малий Державний Герб України, на дзеркальному тлі — рік карбування монети «2009», номінал — «2 ГРИВНІ» (унизу) та логотип Монетного двору Національного банку України.

### Реверс
На реверсі монети зображено портрет Сікорського у формі пілота, праворуч від якого на тлі малюнка Леонардо да Вінчі розміщено написи — «ІГОР СІКОРСЬКИЙ» (півколом), роки життя — «1889–1972».

## Автори

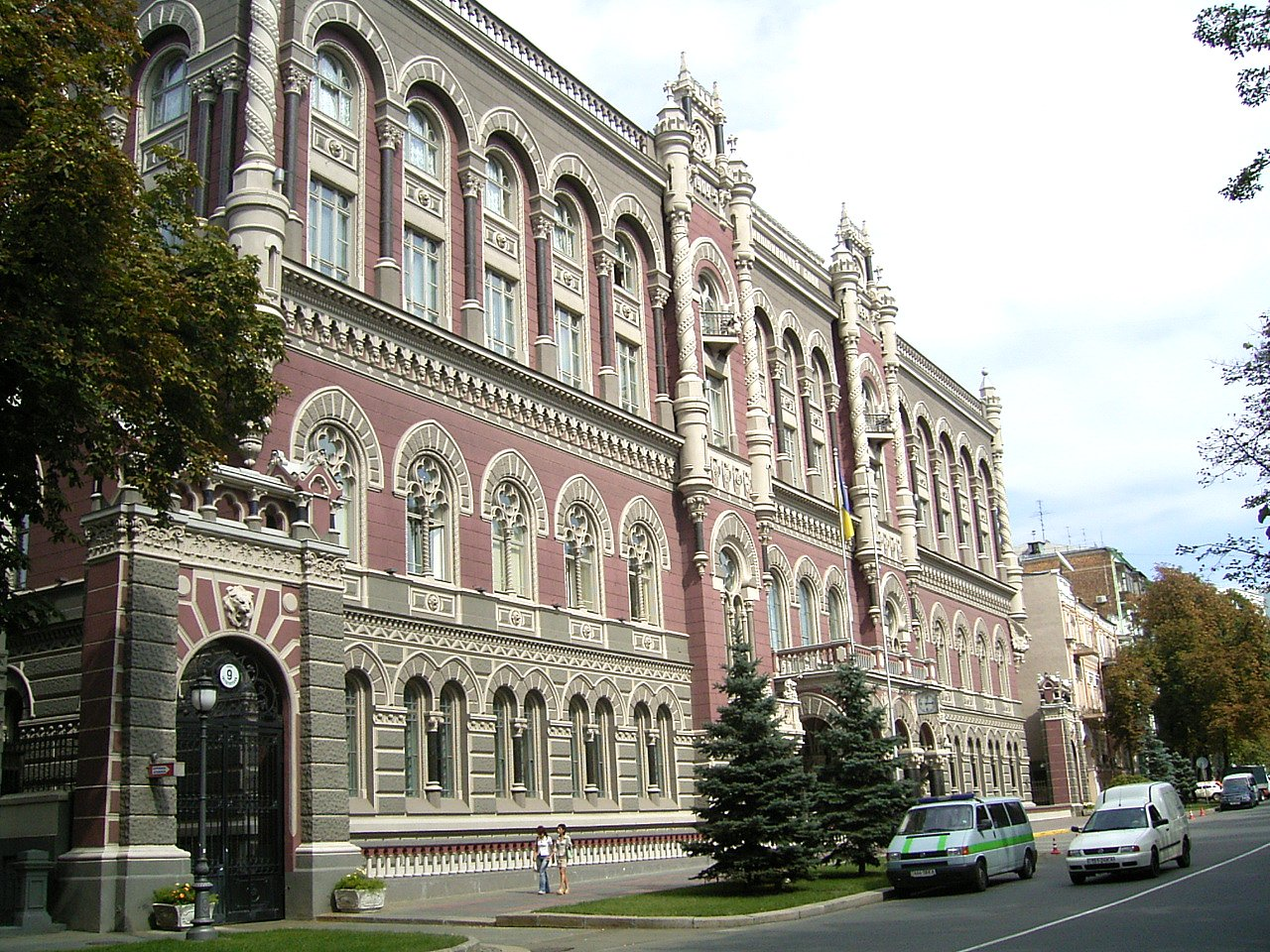
Будівля Національного банку України

- Художник — Іваненко Святослав.
- Скульптор — Іваненко Святослав.

## Вартість монети
Ціна монети — 15 гривень, була зазначена на сайті Національного банку України 2011 року.
Фактична приблизна вартість монети з роками змінювалася так:
| Рік        | 2010 | 2011 | 2012 | 2013 | 2014 | 2015 | 2016 | 2017 | 2018 | 2019 | 2020 | 2021 | 2022 | 2023 | 2024 | 2025 |
| ---------- | ---- | ---- | ---- | ---- | ---- | ---- | ---- | ---- | ---- | ---- | ---- | ---- | ---- | ---- | ---- | ---- |
| Ціна, грн. | 20   | 30   | 30   | 30   | 35   | 40   | 60   | 90   | 95   | 95   | 95   | 100  | 110  | 180  | 230  | 250  |